# Una pazza crociera
Una pazza crociera (One Crazy Cruise) è un film per la televisione del 2015, parte dei Nickelodeon Original Movies, che ha per protagonisti Kira Kosarin e Benjamin Flores Jr.. Nel film appare anche Cody Simpson nel ruolo di se stesso.

## Trama
I Jensens e i Bauer sono ora la famiglia Jensen-Bauer e vanno in crociera per poter legare come famiglia. Un giorno i fratelli Jensen-Bauer vengono ipnotizzati da un mago che li farà diventare pirati per una sera, ma il giorno dopo si risvegliano nella loro cabina dove non ricorderanno niente di cosa è successo, così dovranno scoprire in che guai si sono cacciati la sera prima.